# غیمان (روستا)
 غیمان  (در عربی:  غیَمان)
نام روستایی است در دهستان بَنُو فایَش از توابع استان جَوف در کشور یمن در شبه جزیره عربستان.

## جمعیت
جمعیت آن (۸۰ ) نفر (۸ خانوار) می‌باشد.